# Landala

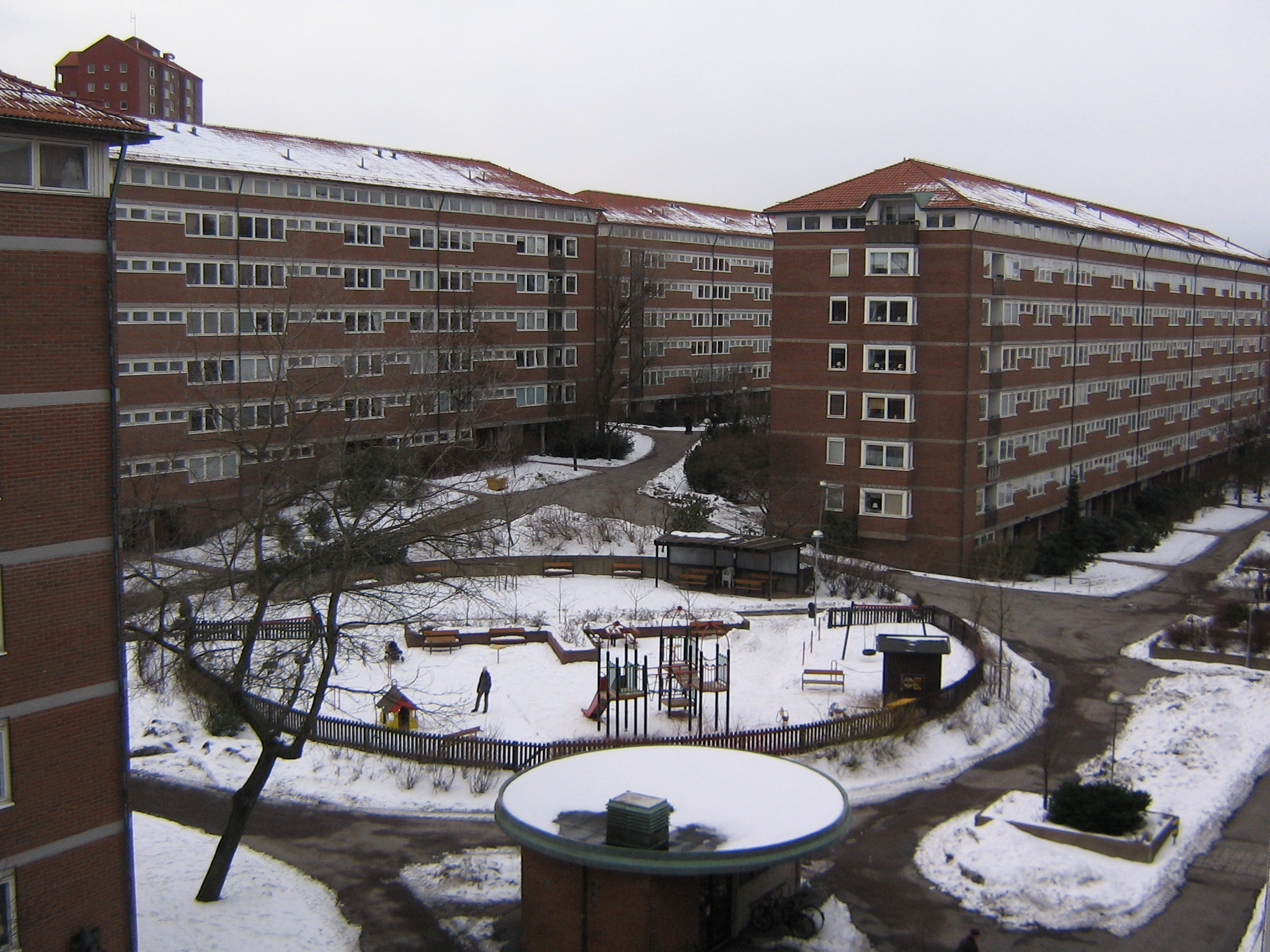
Bostadsområdet Landalabergens höghus och områdets lekplats. Ovanför ett av husen syns toppen på ett av Göteborgs högst belägna hus på Raketgatan i Norra Guldheden

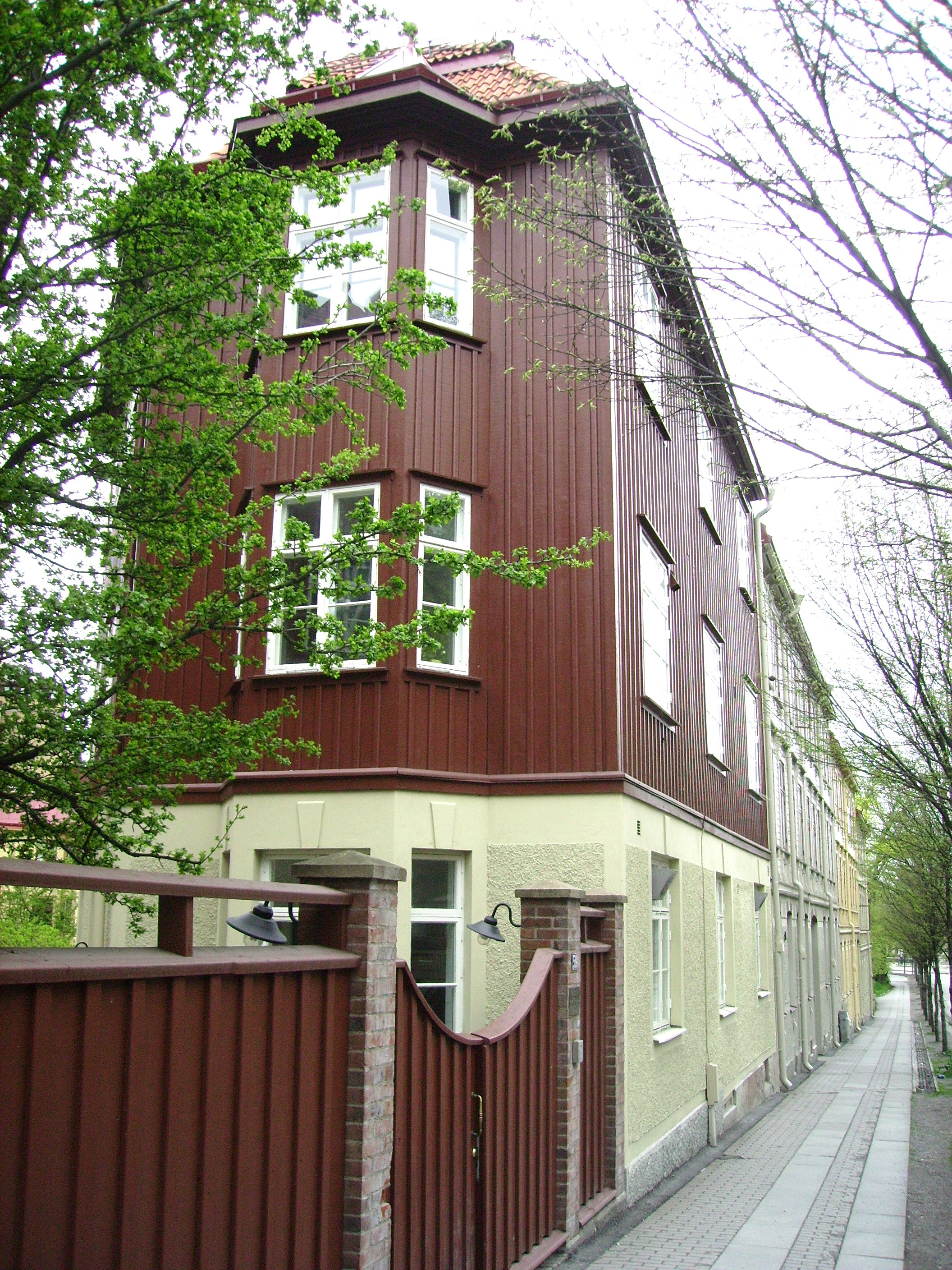
Q-märkta landshövdingehus i Landala. Kvarteret Sångsvanen byggdes 1901-04 och är det enda som återstår av det gamla Landala. År 1998 förvärvades de av Stiftelsen Chalmers Studenthem.

Landala är en stadsdel och primärområde i stadsområde Centrum i Göteborgs kommun. Landala var bredvid Haga och Annedal en av de tre första arbetarförorterna till Göteborg utanför Vallgraven. Stadsdelen har en areal på 37 hektar.
Stadsdelen har en bakgrund som hemmansdel i dåvarande Örgryte socken och kopplat till lantstället Brandtdala. 1883 införlivades området med Göteborgs stad. 2016 bodde 4 824 personer i primärområdet.

## Ortnamn
Namnet Landala anses kunna härledas till gårdens ägare från 1782, kopparslagaremästaren och riksdagsmannen Bengt Landin († 1800).
Göteborgsforskaren Sören Skarback hävdar dock att namnet har en helt annan uppkomst:
 "På försommaren 1659 kom bruksherren Markus Kock och hans energiska hustru Elisabeth van Eijk från Avesta myntverk på besök till Göteborg. Den holländskättade dalkullan Elisabeth van Eijk gladde sig främst åt en utflykt till en vacker dal. Hon kallade den Laandal. Laan är det holländska ordet för allé och ordet dal har samma betydelse på holländska som på svenska. Ordet laan är också besläktat med engelska lane, som ursprungligen betydde smal stig mellan buskar. Den definitionen passar bättre här."
Bergen mellan Annedal och Landala kallades för Stora Bulleråsen på 1600-talet..

## Historia

### Bakgrund (1800-talet)
Ursprungligen var Landala en hemmansdel under Krokslätt Nordgården i Örgryte socken, och herrgårdsbyggnaden låg intill den plats där Holtermanska sjukhuset senare uppfördes.
I de östra utkanterna av nuvarande Landala låg lantstället Brandtdala (rivet 1912), ungefär där Aschebergsgatan idag möter Föreningsgatan, och vid Vasa sjukhus låg gården Gibraltar.
Under 1860-talet började de norra delarna av Landala, närmast Göteborgs stadsgräns, bebyggas. Det var de dåvarande ägarna till egendomen Landala, grosshandlare Eugéne Sundberg och änkan Justina Lindqvist, som började arrendera ut tomter i de bergiga, norra delarna av egendomen.
År 1866 begärde Örgryte socken, till vilken Landala då hörde, att området skulle införlivas med Göteborgs stad, eftersom man inte ansåg sig kunna avhjälpa vissa brister inom "sundhet och hälsa" som då rådde. Området ansågs dessutom vara "ett tillhåll för tjuvar och banditer".
Egendomen Landala, som var belägen strax söder om platsen för det kommande Holtermanska sjukhuset (invigt 1891), ägdes 1875 av byggmästare A. Malmsten och egendomen Gibraltar av medicine doktor Carl Wilhelm Hultgren. Åren 1876-1877 köpte staden egendomarna Landala och Gibraltar, omfattande närmare 100 hektar. Efter ett antal utredningar om de bästa sätten att komma till rätta med problemen i Landala, beslutade Göteborgs stadsfullmäktige den 7 december 1876 med rösterna 26 för och 21 emot, att ansöka hos Kunglig Majestäts befallningshavande (senare Länsstyrelsen) om att få beslutet stadfäst. I ett kungligt brev av den 3 mars 1882 tillstyrks den begärda införlivningen. De båda egendomarna skall "...från 1883 års början i judiciellt, administrativt och ecklesiastikt hänseende skiljas från Örgryte församling och Sävedals härad och ur dess jordebok uteslutas samt i stället förenas med Göteborgs stad". Staden hade därmed förvärvat Landala för 115 000 kronor.

### Vattenreservoar

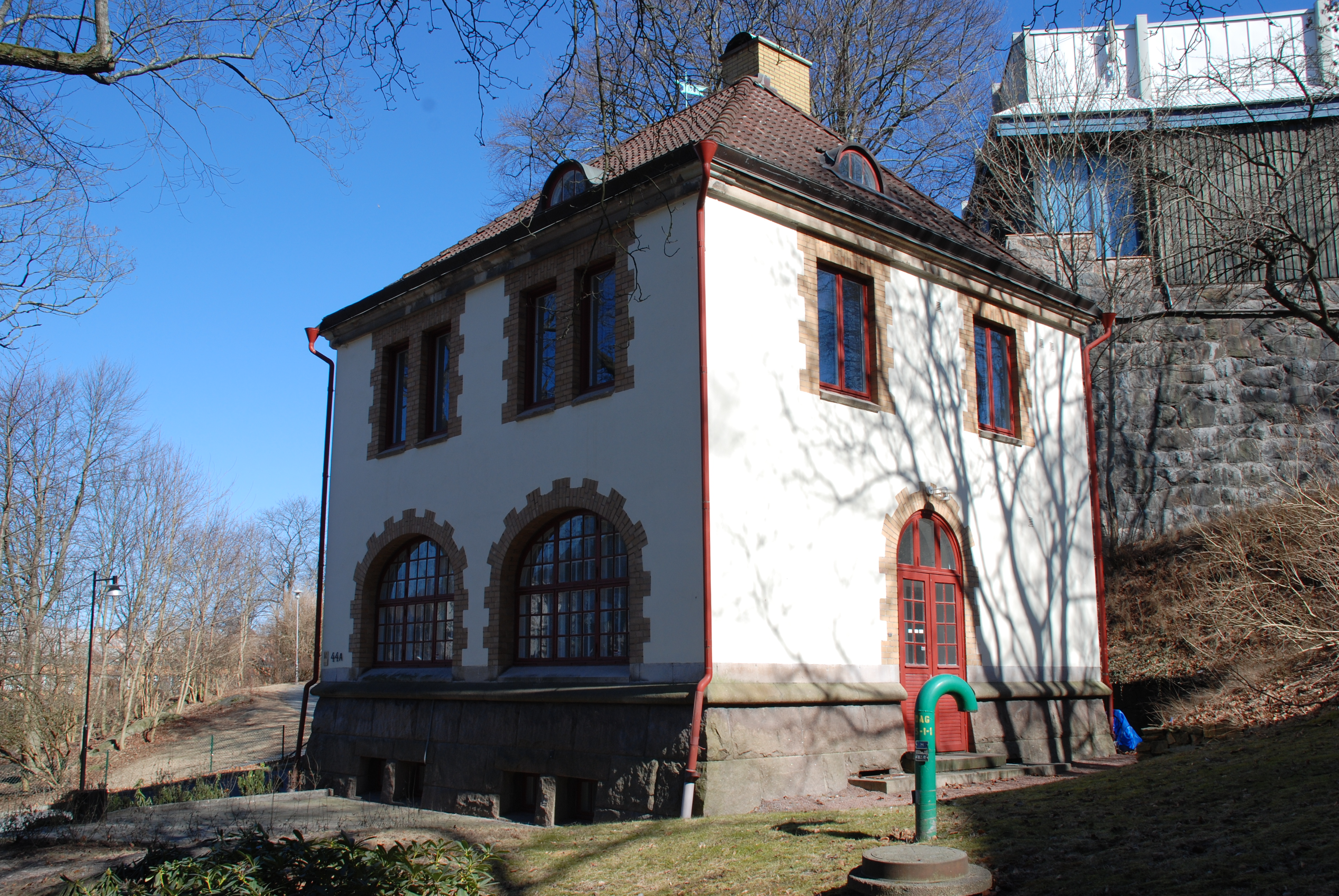
Pumpstationen och vattenreservoaren vid Södra Viktoriagatan.

Den 2 augusti 1871 togs vattenreservoaren i Landala i bruk, på den plats vid Viktoriagatans södra del, där nu idrottshallen Fjäderborgen ligger. Reservoaren rymde "2 miljoner kannor vatten" (4,9 miljoner liter) och vattnet leddes från Delsjön. Vattenbassängen var delvis insprängd i berget, med måtten 105 fot i fyrkant. Invigningen skedde i närvaro av ordföranden i Vattenbyggnadsstyrelsen Charles Dickson, civilminister Axel Bergström och överingenjören i byggnadsföretaget, J G Richert. Civilministern erbjöds att provdricka vattnet ur samma glas som Gustaf III använt då Kallebäcks källa invigdes 1787. På glaset stod inskrivet "Gustafs källas najader till sin nådige konung underdånigst den 17 november 1787".

### Landala vattentorn
Huvudartikel: Landala vattentorn
En nyare vattenreservoar togs i bruk 1894, ritad av Adrian Peterson. Den rymde 1,2 miljoner liter vatten och var uppförd vid den 1889 torrlagda "Kattedammen" på berget "Blomsterås" mellan Landala och Annedal, strax söder om den tidigare reservoaren (senare adress Övre Besvärsgatan). Reservoaren skulle hantera vattnet från den nya ledningen som dragits från Alelyckan. På själva reservoaren byggdes även ett utsiktstorn. Tornet var tidvis bebott.

### Landala kapell
Huvudartikel: Landala kapell

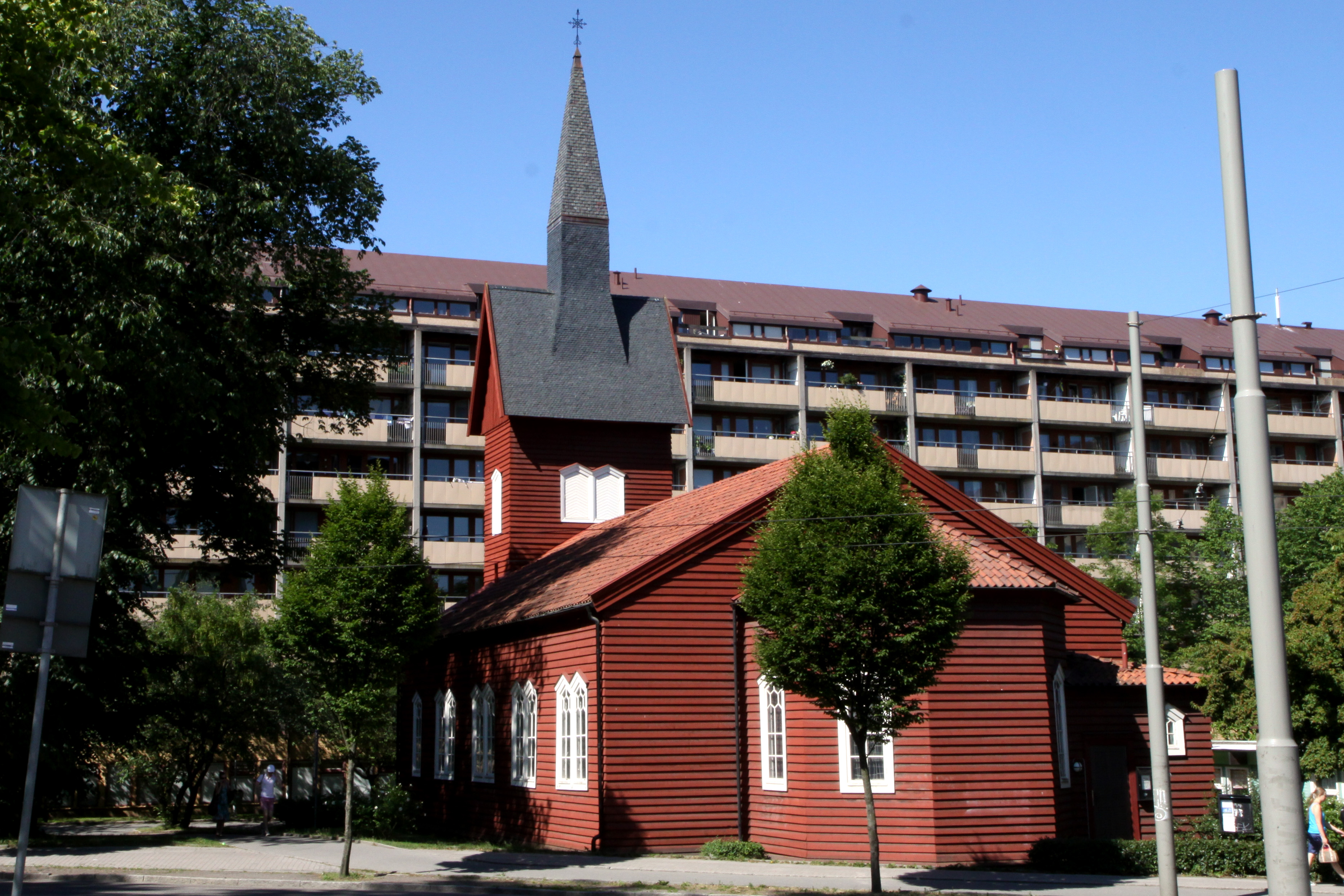
Landala kapell.

Landala kapell uppfördes på dåvarande Kapellplatsen, som annexkyrka till Domkyrkan. Arkitekt var Carl Fahlström. Det invigdes den 11 oktober 1885. Genom en församlingsdelning 1908 överfördes det till den nybildade Vasa församling, utan att flyttas. Den lilla träkyrkan flyttades däremot fysiskt år 1919 närmare det som kom att bli Chalmers (1926), till dess nuvarande läge. Kyrkan överfördes därefter till Johannebergs församling, som församlingens då enda kyrka 1929-1940. Tornet brann 1960, men byggdes upp igen. Kapellet har övergått till Evangeliska fosterlandsstiftelsen.

### Utveckling av bebyggelsen
Ännu 1889 skriver Wallqvist att bebyggelsen låg "utan all ordning i gyttringar på bergen" och "de äldre husen är alla af trä och mycket usla. Befolkningen torde vara den fattigaste i Göteborg, och hemmen äro vanligen allt annat än inbjudande."
Landala fick stadsplan i slutet av 1870-talet och den enkla trähusbebyggelsen kompletterades först med landshövdingehus. 1888 invigdes stadens fattigvårds- och arbetsinrättning, även kallat Bracka, på Vasa sjukhusområde (dock numera Chalmers). 1885 invigdes Landala kapell, som 1919 flyttades till sitt nuvarande läge då Kapellplatsen gjordes om. Kapellplatsen uppläts till salutorg den 15 november 1907.
Spårvägen till Landala (Vasaplatsen-Kapellplatsen) öppnades för trafik den 1 november 1911.
Den 1 augusti 1913 invigs Folkbiblioteket i Landala.
1914 började egnahemsrörelsen uppföra sina hus på den dittills obebyggda höjden i de södra delarna av stadsdelen. Se vidare Landala Egnahem.
Landala började bebyggas på 1860-talet, och cirka hälften av den senare rivna bebyggelsen uppfördes före sekelskiftet 1900, drygt en tredjedel under 1910-talet och resten åren 1920-1940. Husbeståndet utgjordes till 80 % av landshövdingehus, 15 % var trähus och 5 % stenhus. Majoriteten av lägenheterna saknade centralvärme, bad och wc. Övervikten av smålägenheter innebar att hyresgästerna till stor del utgjordes av pensionärer och studerande, främst under 1960-talet. År 1961 började fastighetsbolaget Göta Lejon att förvärva fastigheter i området, och 1965 startade stadsplanearbetet som var helt inriktat på att området skulle förändras genom rivning och nybyggnad. De sista kvarvarande landshövdingehusen i Landala ligger i kvarteret Sångsvanen i slutet på Landalagatan. Husen byggdes mellan 1901 och 1904 och ägs idag av Stiftelsen Chalmers Studenthem.

#### Landalakolonien
Landalakolonien var ett 40 600 kvadratmeter stort område med kolonistugor som låg på delar av Chalmers nuvarande område. Kolonien anlades 1907 och bestod då av 116 lotter på 240 kvadratmeter, vilka 1917 utökades till 182 lotter. År 1962 avröjdes de sista stugorna för att ge plats åt Chalmers utbyggnad.

#### Stadsdelssanering

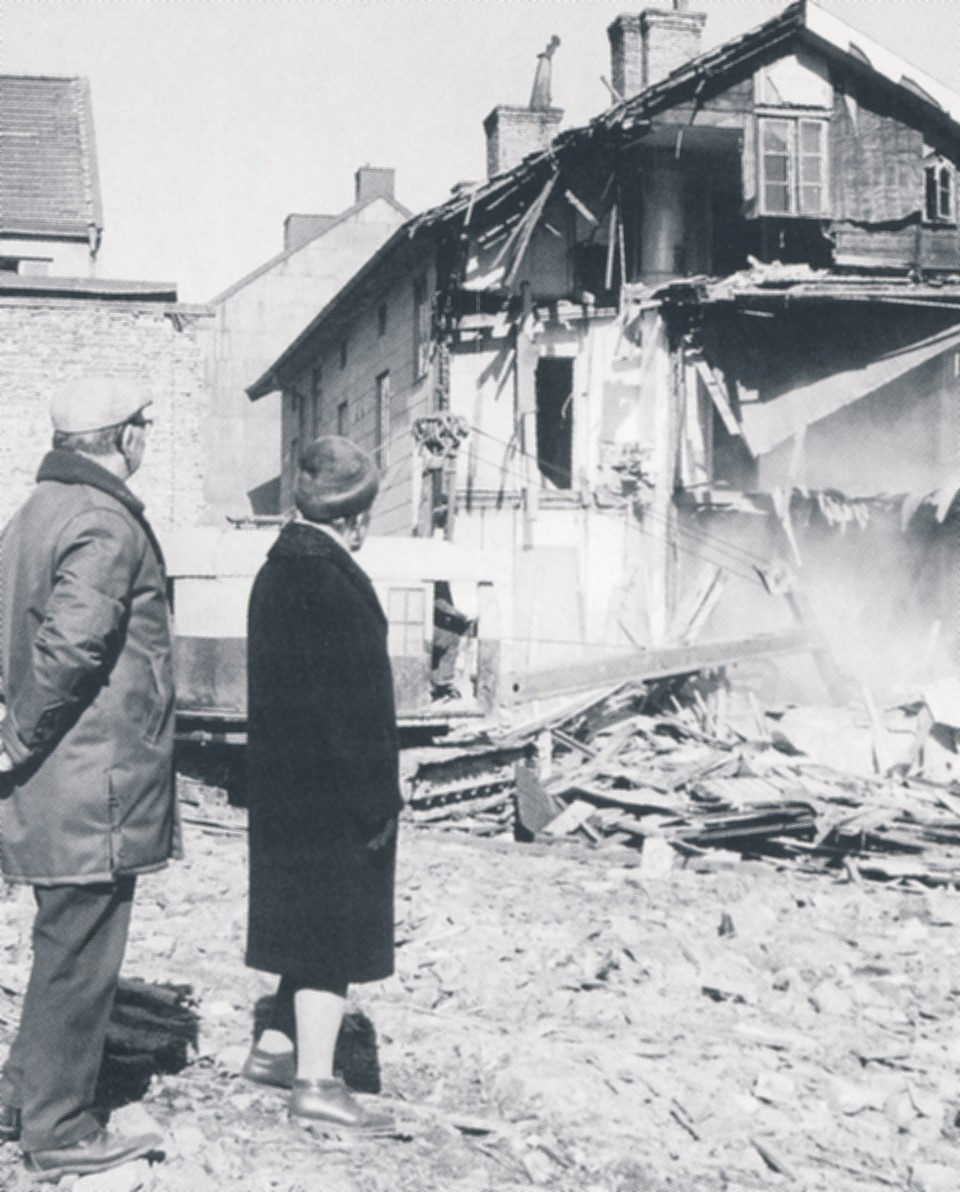
Stadsdelen omvandlades under 1960-talet genom rivningar och nybyggen (på bilden rivs Frälsningsarméns gamla hus).

År 1960 hade stadsdelen utsetts till det kommunala fastighetsbolaget Göta Lejons (bildat 1960) första saneringsområde. Hus köptes upp i stor omfattning, och 20 november 1964 ägde man 1 200 lägenheter i 73 fastigheter med 42 000 kvadratmeter lägenhetsyta.
Stadsdelens totala markyta utgör 115 950 kvadratmeter. Exploateringstalet före saneringen var 0,85 och efter 1,40. Antalet invånare per hektar uppgick till 214 före och 259 efter saneringen. Före rivningarna fanns här cirka 2 000 hushåll, varav 1 rum och kök utgjorde 84 %, 2 rum och kök 14,5 % och 3 rum och kök 1,5 %. Efter saneringen utgjorde 1 rum och kök 24,4 %, 2 rum och kök 29 % och 3 rum och kök 46,5 %.
Rivningarna startade 1964, men i stor skala 1968 och totalt evakuerades alltså cirka 2 000 hushåll, varav ett litet fåtal flyttade tillbaka.
Den äldre bebyggelsen från 1800- och 1900-talen revs till stor del under 1970-talets Miljonprogram för att ge plats åt moderna höghus.
Den 30 januari 1969 gavs klarsignal till Landalas sanering. Samtidigt anslogs drygt 15 miljoner kronor till gator med mera inom saneringsområdet.

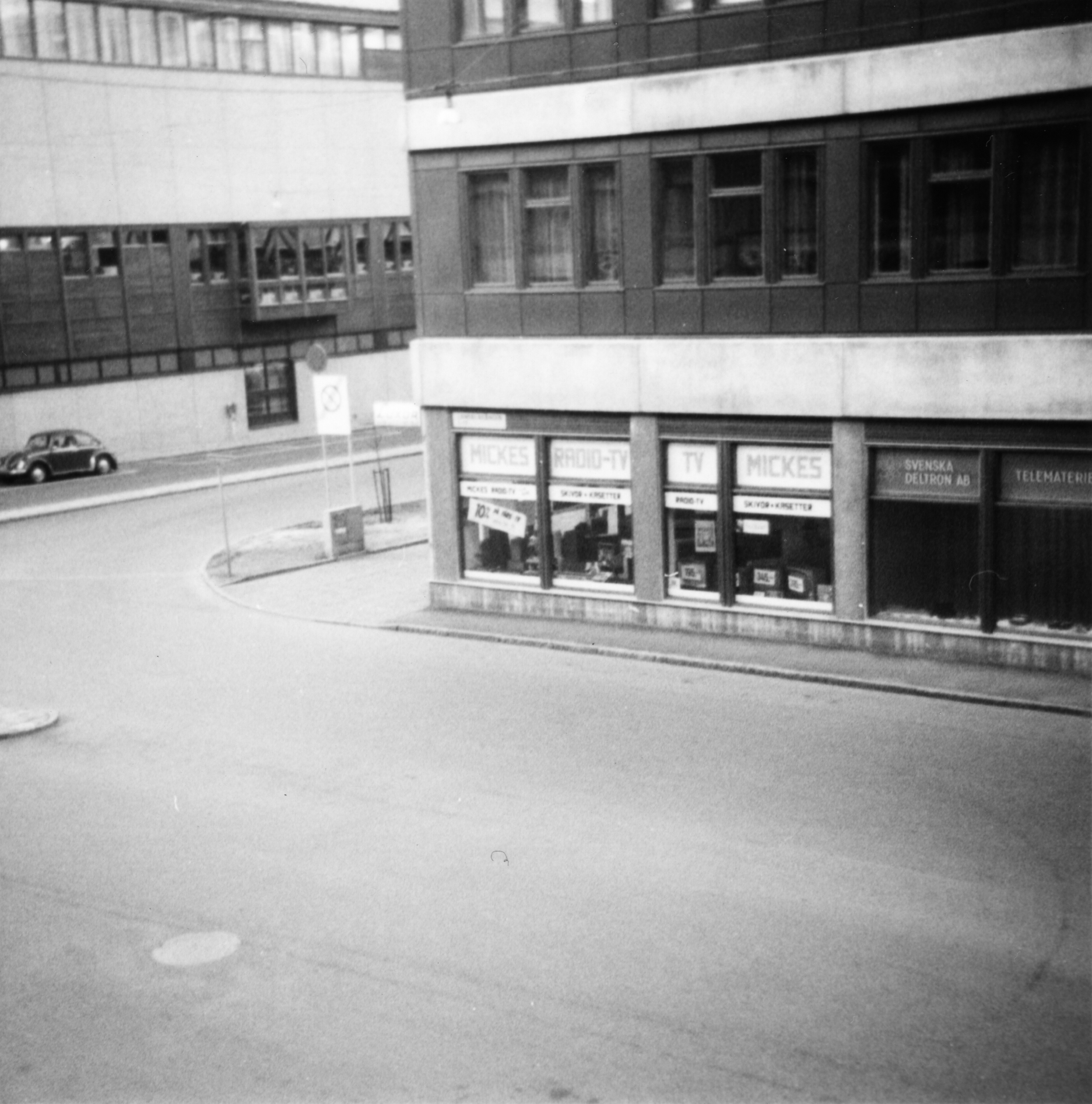
Kapellplatsen 1976

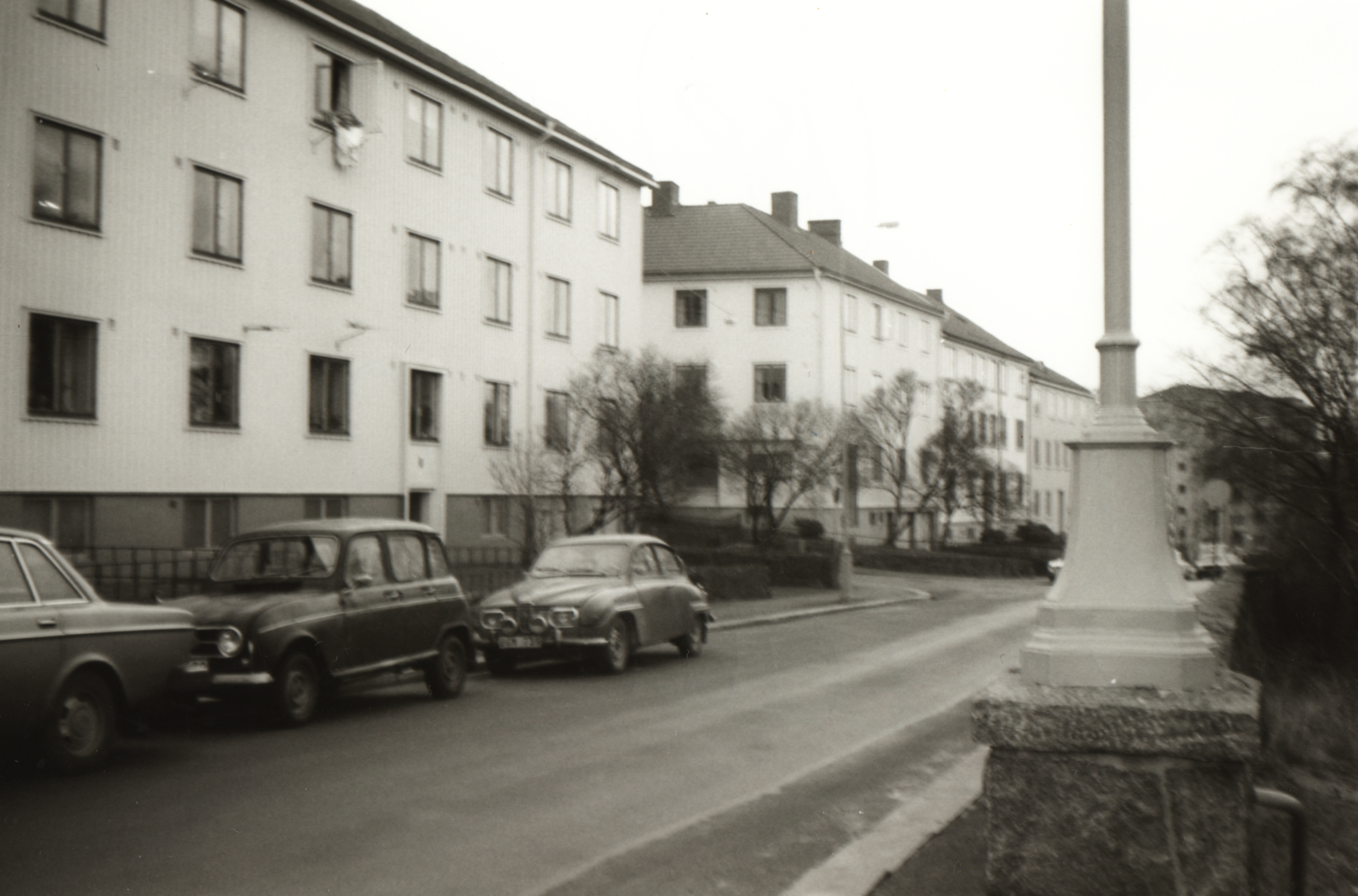
Kolonigatan 1977

#### Det nya Landala
Under åren 1970-1973 uppfördes sammanlagt omkring 2 600 lägenheter i 5-10-våningars Skivhus samt ett nytt centrum.
Byggrätten i området fördelades så att det allmännyttiga bostadsbolaget Göteborgs stads bostadsaktiebolag fick hälften av tomtmarken, medan den andra hälften gick till sju privata byggmästare. Inflyttningarna började sommaren 1971. Totalkostnaden för projektet uppgick till drygt 370 miljoner kronor, varav byggkostnaden utgjorde 83 procent och kostnader för fastighetsförvärv och rivning till 13 procent.
Landala centrum stod klart 1974 efter ritningar av K-konsult: Lars Ågren och I. Mattsson.
Kommanditbolaget Landalabyggen, uppförde fem hus vid Södra Viktoriagatan 33-41 och Övre Besvärsgatan 1-13 i kvarteren 3 Hägern, 5 Spoven och 6 Brushanen, med totalt 450 lägenheter i upp till åtta våningar. Arkitekt var Lohk-Ödeen Arkitektkontor AB. Lägenheterna varierade från 1 rum och kokvrå om 33,7 kvadratmeter upp till 6 rum och kök om 118,4 kvadratmeter.

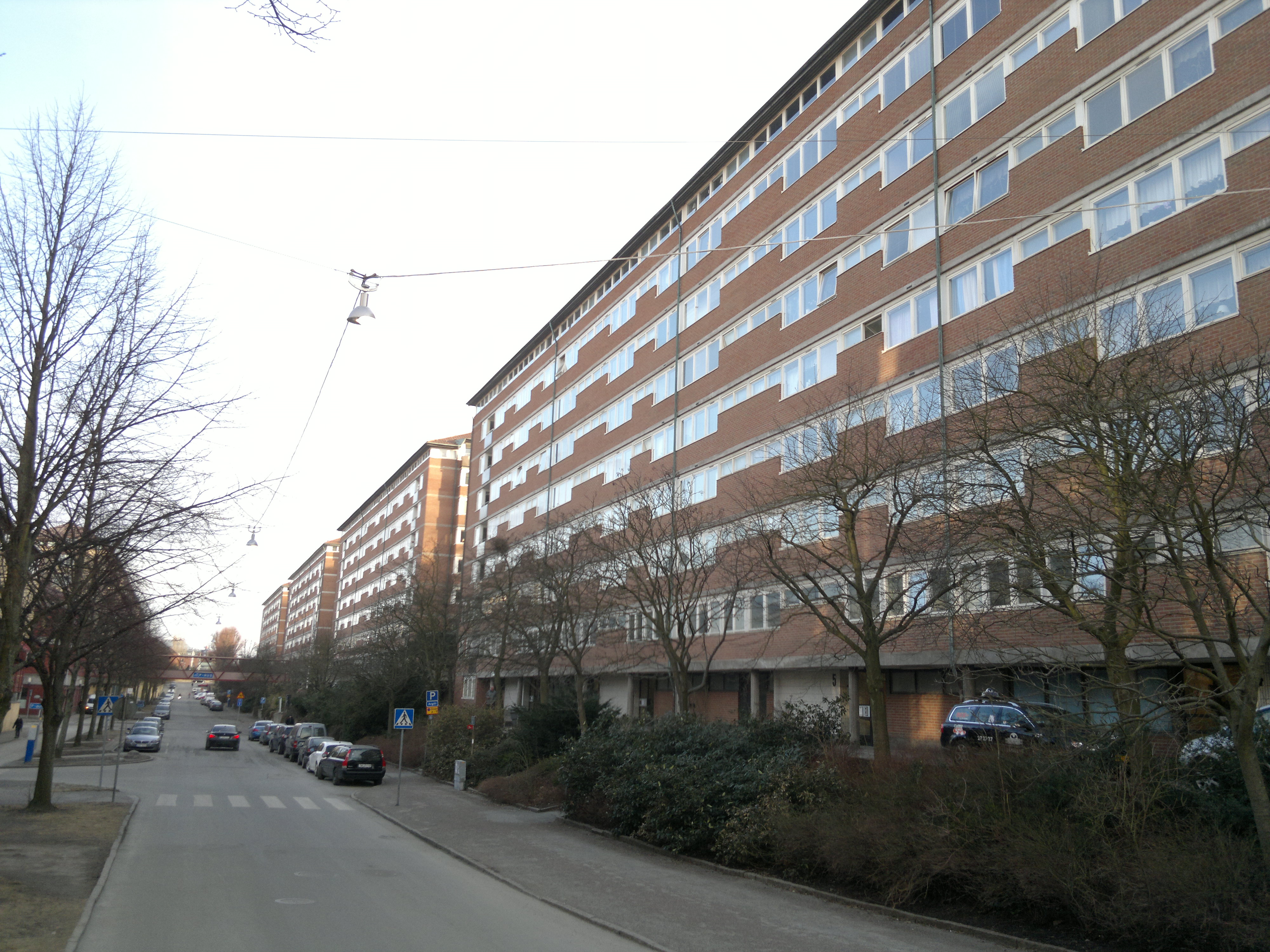
Landalagatan
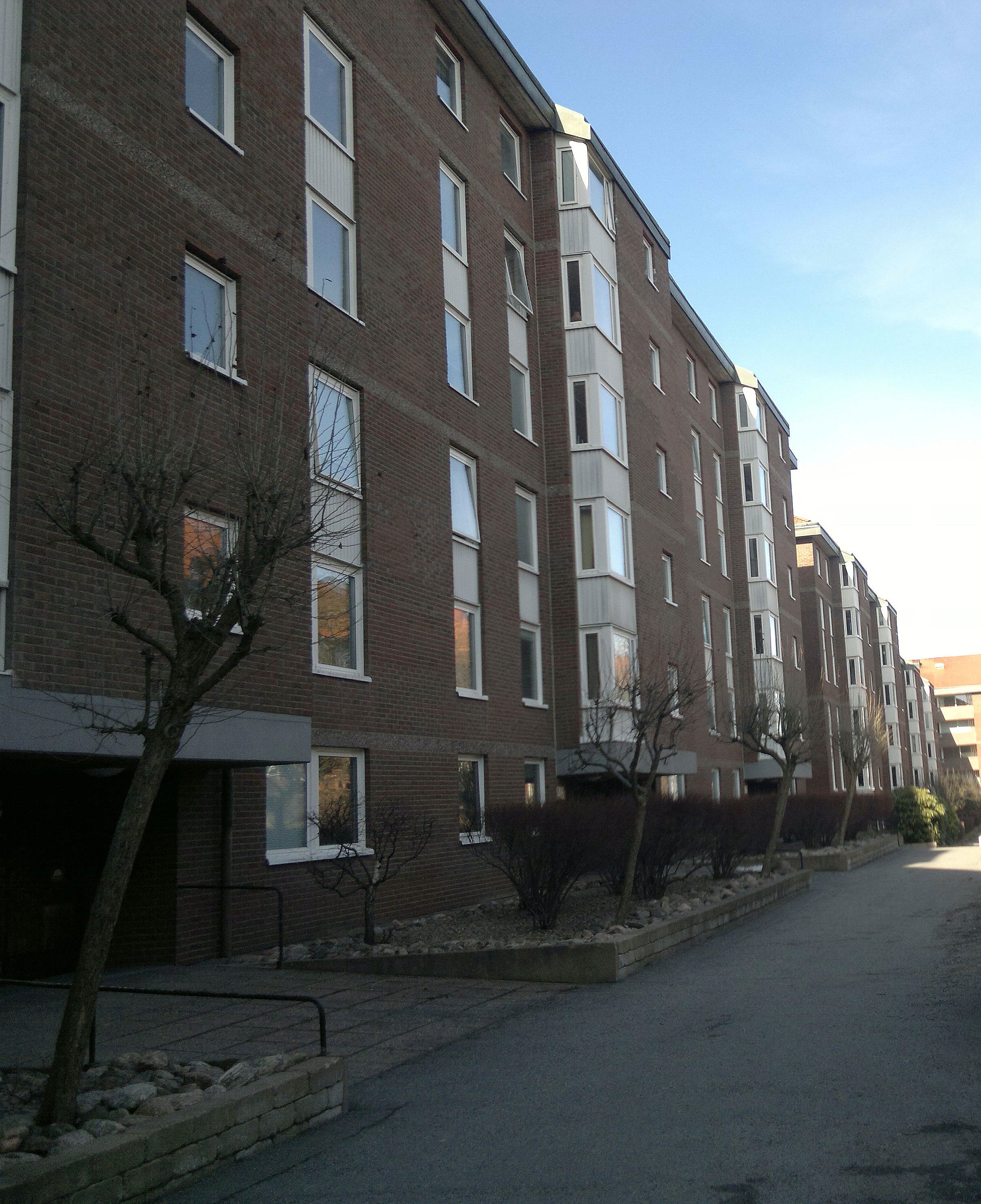
Karl Gustavsgatan
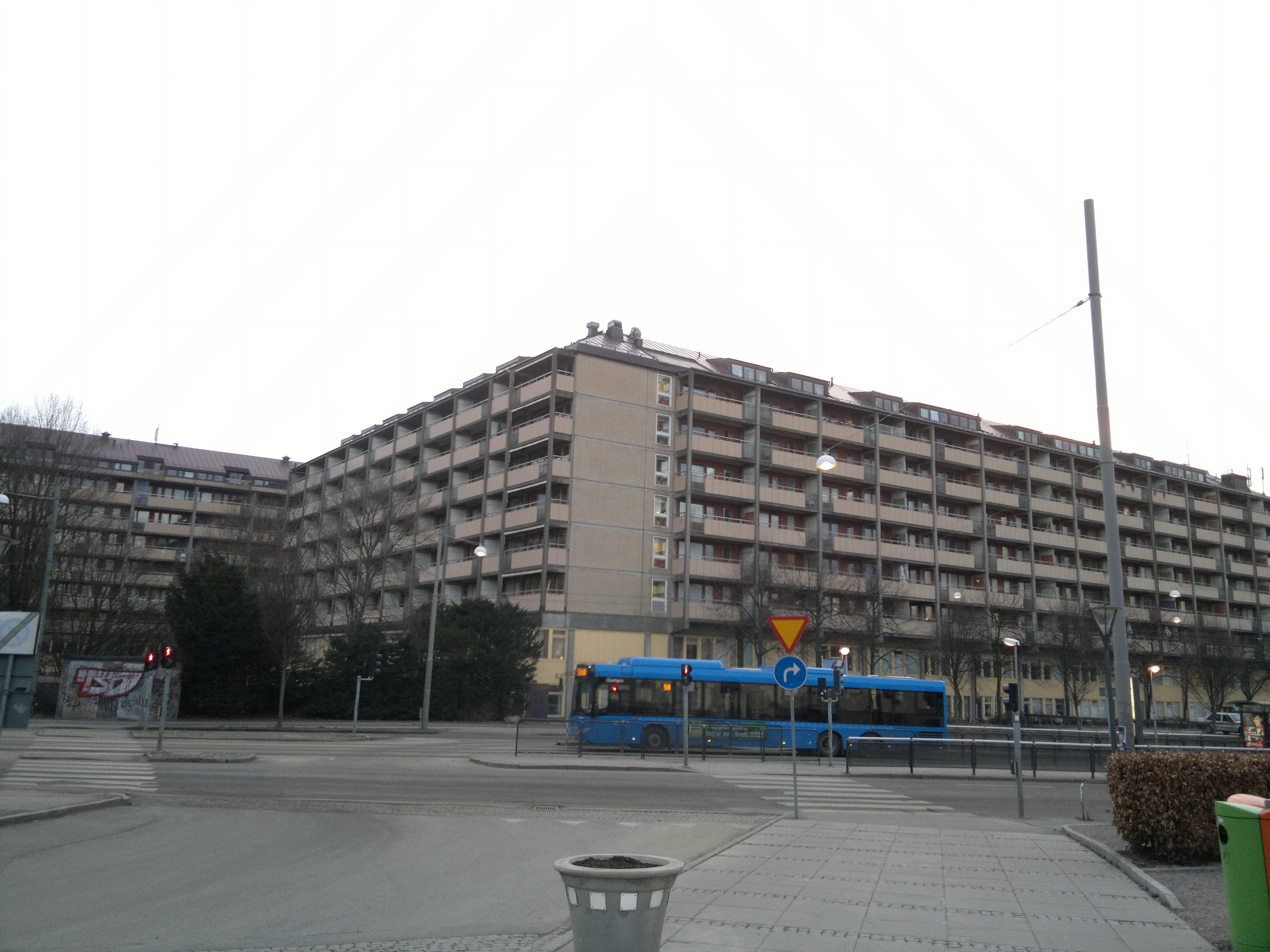
Kapellplatsen
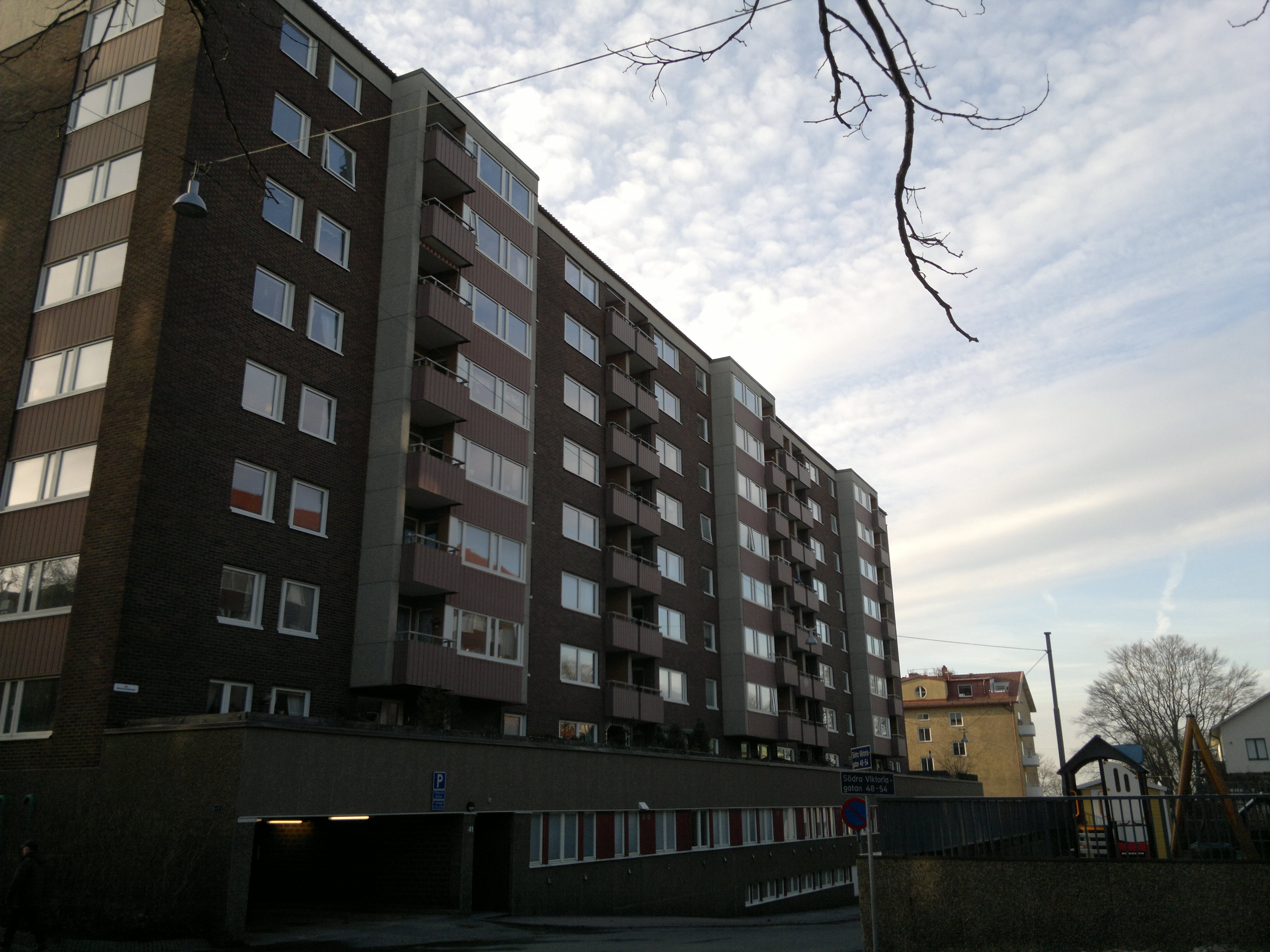
Övre Besvärsgatan

## Gatu- och kvartersnamn

### Gator och torg

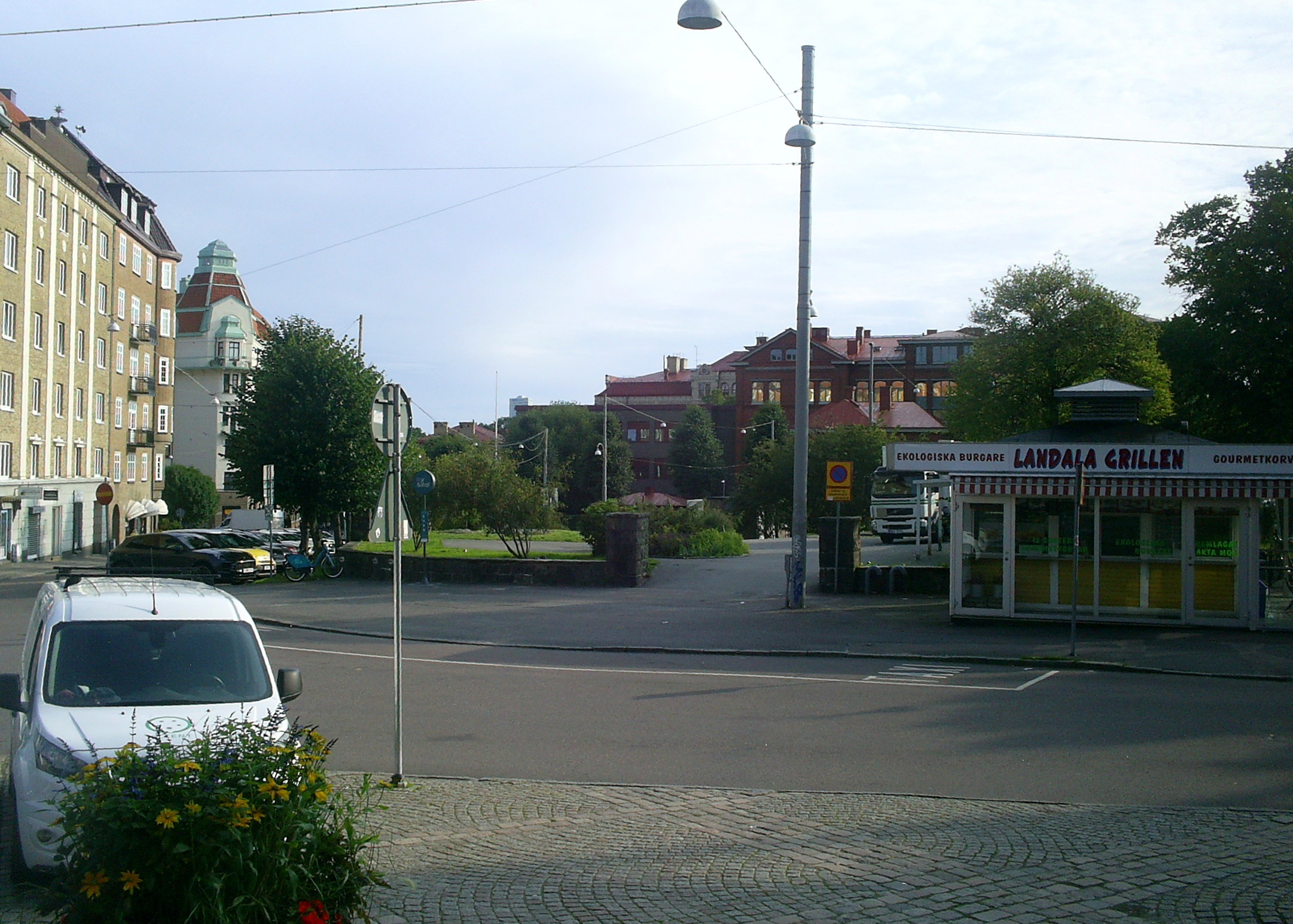
Kapellplatsen 2022

Dessa gator och torg ligger helt eller delvis i stadsdelen:
- Amund Grefwegatan (1945).
- Aschebergsgatan (1882).[34]
- Axel Krooks Gångväg (2008).
- Dammgatan (1923).
- Doktor Allards gata (1949).[34]
- Axel Krooks Gångväg (2008).
- Egnahemsvägen (1914).
- Egnahemsplatsen (1914).
- Furugatan (1914), som leder mot Furuplatsen.
- Furuplatsen (1914), efter furuträden på platsen (på planritningen kallad Bytorget).
- Fyrverkaregatan (1923). Efter Hanssons Pyrotekniska fabrik.
- Guldhedens kyrkbacke (1965). Gatan går upp mot Guldhedskyrkan.
- Guldhedsgatan (1923).
- Hagtornsgatan (1914), efter växten hagtorn vid gatan.
- Hagtornsstigen (1922). Vid Hagtornsgatan.
- Hantverkaregatan (1886).
- Hedlundsgatan (1914), namngiven efter Sven Adolf Hedlund, riksdagsman och chefredaktör för Göteborgs Handels- och Sjöfartstidning (1852-1900).
- Holtermansgatan (1923).
- Karl Gustavsgatan (1999)
- Kapellgången (1972).
- Kapellplatsen (1886).
- Kolonigatan (1914). Efter koloniträdgårdarna från 1907 vid nuvarande Chalmersområdet, som bortröjdes 1962.
- Landalabergen (1970).
- Landalagatan (1886).
- Landalagången (1972).
- Landalaplatsen (1937).
- Ljunggatan (1914).
- Malmstensgatan (1933).
- Mossgatan (1914), efter närheten till Landala mosse.
- Murgrönsstigen (1922). Efter en stor mur i närheten.
- Skjutbanegatan (1914). Namnet efter Göteborgs skyttegilles skjutbana. Från nuvarande Wavrinskys plats och längs Doktor Allards gata söderut, låg Göteborgs skyttegilles skjutbana, vilken hade flyttats hit från kolonistugeområdet som revs för att Chalmers skulle kunna byggas (innan dess låg skjutbanan på egendomen Godhem i Majorna och innan dess i stadsdelen Lorensberg 1882).
- Skomakaregatan (1886).
- Syréngatan (1914), efter syrener längs med gatan.
- Södra Viktoriagatan (1974).
- Övre Besvärsgatan (1886).

### Byggnadskvarter
- 1 kv. Rödbenan
- 2 kv. Tranan[35]
- 3 kv. Hägern[36]
- 4 kv. Trappen
- 5 kv. Spoven
- 6 kv. Brushanen
- 7 kv. Tofsvipan
- 8 kv. Ljungpiparen
- 9 kv. Bäckasinen
- 10 kv. Morkullan
- 11 kv. Ängsknarren
- 12 kv. Sothönan
- 13 kv. Ankan[37]
- 14 kv. Gåsen
- 15 kv. Sångsvanen[38]
- 16 kv. Anden
- 18 kv. Lommen[39][40]
- 19 kv. Grisslan
- 20 kv. Alfågeln
- 21 kv. Måsen
- 22 kv. Truten
- 23 kv. Tärnan
- 24 kv. Sjöorren
- 25 kv. Skraken
- 26 kv. Tordmulen
- 27 kv. Strandpiparen[40]
- 28 kv. Strandskatan[40]
- 29 kv. Havstruten
- 30 kv. Krickan
- 31 kv. Svärtan
- 33 kv. Ligustern
- 36 kv. Sånglärkan
- 37 kv. Fiskmåsen
- 38 kv. Gräsanden
- 39 kv. Pumphuset
- 40 kv. Alkekungen
- 41 kv. Skäggdoppingen

## Landala IF
Landala IF (LIF) bildades den 29 augusti 1919 av några idrottsintresserade ungdomar, som tyckte man borde ha en stark idrottsförening i Landala. Bland stiftarna fanns Olof Stolt, mångårig ordförande och sedan hedersordförande. Även Gösta Malmgren, "Jojo" kallad, var med vid bildandet. Idrottsintresset var stort bland ungdomarna i Landala och fram till slutet på 1920-talet ägnade sig föreningen förutom fotboll, även åt en livlig friidrottsverksamhet. Sin första fotbollsmatch spelade LIF söndagen den 21 september 1919 på Heden, då man vann över lokalkonkurrenten Göta med 2–0. LIF:s dräkt var (och är) orange tröja och svarta byxor. Då DM i korgboll (basket) anordnades för första gången 1925, blev LIF mästare. 
Föreningen arrangerade under dessa år omfattande terrängtävlingar med många klasser och med deltagande av Västsveriges bästa terränglöpare. LIF:s klart lysande stjärna var då Ivan "Landala" Nilsson, en allsidig idrottare men specialist i höjdhopp. Under 1940-talet började man så smått med handboll, och i början av 1960-talet nådde man slutspelen i "Lilla DM". En bit in på femtiotalet lyckades man få igång en bra ungdomsverksamhet, där den drivande kraften var Holger Hallengren. År 1960 bildade bland andra Kent Ylander en bordtennissektion, och åren 1968 och 1969 tog man segern i division IV. En klubbstuga uppfördes 1964 vid Mossens IP.
Landala IF började med bingoverksamhet på hösten 1965, då supporterklubben ordnade spelaftnar i klubbstugan vid Mossens IP med plats för ett hundratal spelare. Då bingomarknaden hårdnade, kläcktes idén om "Bingo med Ingo" (Ingemar Johansson), där Ingemar agerade utropare. Boxaren Ingemar "Ingo" Johansson hade Landala IF och Gais som sina favoritlag i fotboll, och familjen hade tidigt flyttat till Landala och Karl Gustavsgatan 59. Hans bror Rolf Johansson spelade i LIF, medan Ingemar fick chansen i Gais pojklag. Han hävdar själv att "Om det inte blivit boxning för min del hade det utan vidare handlat om fotboll."

## Kronologi och statistik

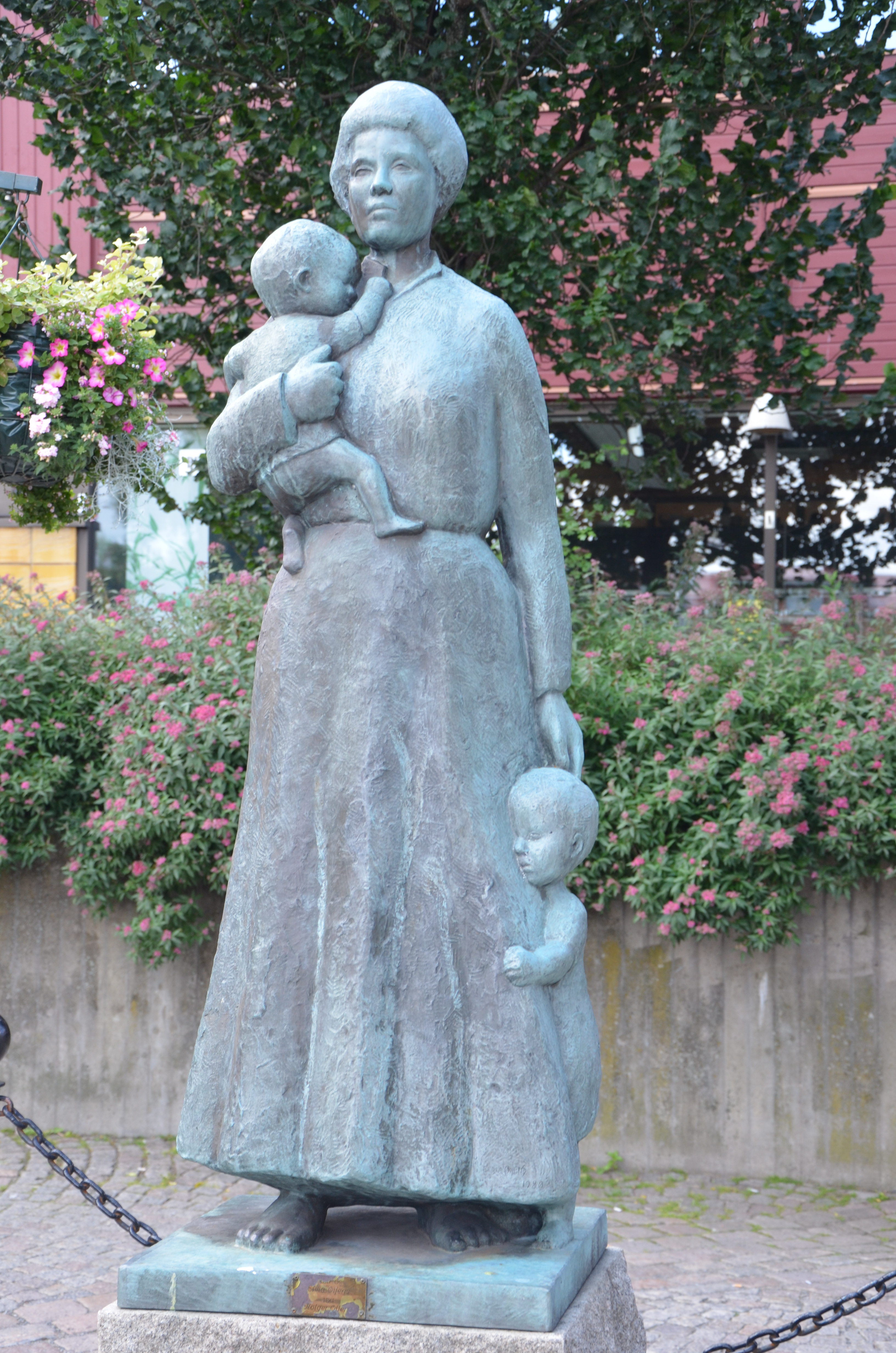
Arbetarehustru av Elma Oijens står på Landala torg.

### Kronologiska händelser i Landala
- 1834 - första koleraepidemin bryter ut.
- 1871 - vattenreservoaren vid Viktoriagatan invigs.
- 1876 - Landala Herrgård inlöses av staden.
- 1883 - Landala införlivas med Göteborg.
- 1885 - Landala Kapell invigs.
- 1889, 8 juni - Hjalmar Branting talar för första gången i Göteborg. Det var på ett möte tillsammans med August Palm i Landalaskogen, på gränsen mellan Guldheden och Landala där det innan dessta Holtermanska sjukhuset ligger. Området disponeras numera av Chalmers.[42]
- 1892 - Landalaskolan invigs.
- 1893, 1 juli - invigs Holtermanska Sjukhuset.[43]
- 1901 - Göteborgs första skidhoppbacke anläggs i Landala. Trästupet blev kort därefter stulet, och backen återuppbyggdes aldrig.[44]
- 1906 - invigs Götabergsskolan.
- 1907 - torghandeln på Kapellplatsen startar.
- 1909 - Vasakyrkan invigs.
- 1911 - spårvägen börjar trafikera sträckan Vasaplatsen-Kapellplatsen.
- 1914 - första "Egna Hemmet" står klart i Landalabergens södra del. Hela området var färdigt 1922.[45][46]

### Nyckeltal

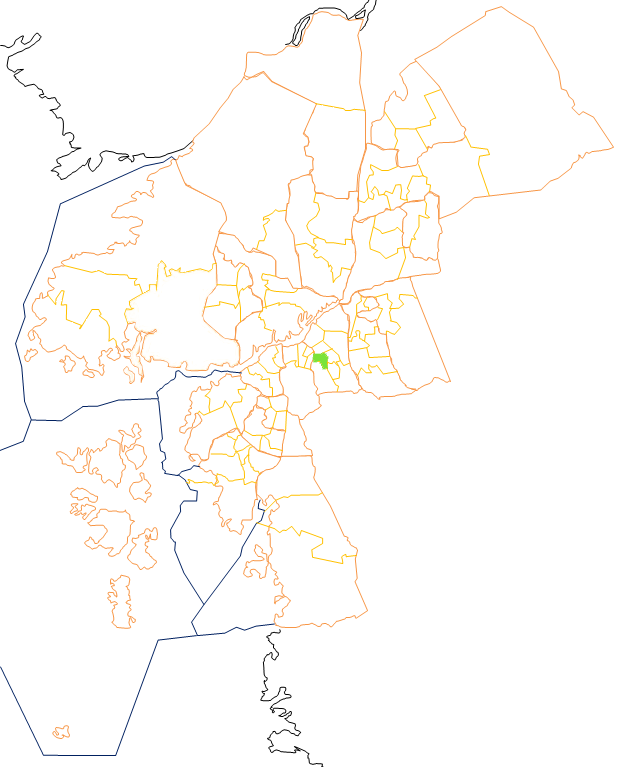
Landala

Nyckeltalen redovisar statistik som beskriver Göteborg och dess 96 delområden, primärområden, per den 31 december och kan användas för att jämföra de olika områdena. Nedan redovisas uppgifter för primärområdet och jämförelse görs mot uppgifterna för hela kommunen.
|                                                           | Landala    | Hela Göteborg |
| --------------------------------------------------------- | ---------- | ------------- |
| Folkmängd                                                 | 4 817      | 587 549       |
| Befolkningsförändring 2020–2021                           | -100       | +4 493        |
| Andel födda i utlandet                                    | 21,6 %     | 28,3 %        |
| Andel utrikes födda eller med två utrikes födda föräldrar | 27,7 %     | 38,1 %        |
| Medelinkomst                                              | 312 400 kr | 332 400 kr    |
| Arbetslöshet                                              | 5,1 %      | 6,6 %         |
| Antal ersatta dagar från F-kassan per person (16-64 år)   | 24,8       | 19,5          |
| Andel med eftergymnasial utbildning (minst 3 år)          | 44,1 %     | 37,9 %        |
| Andel bostäder byggda 1971–1980                           | 70,0 %     |               |
| Andel bostäder i allmännyttan                             | 48,6 %     | 25,9 %        |
| Antal färdigställda bostäder 2021                         | 0          |               |
| Andel bostäder i småhus                                   | 0,0 %      | 18,3 %        |

## Stadsområdes- och stadsdelsnämndstillhörighet
Primärområdet tillhörde fram till årsskiftet 2020/2021 stadsdelsnämndsområdet Centrum och ingår sedan den 1 januari 2021 i stadsområde Centrum.